# Zetor 15
Zetor 15 (zkrácený název Z-15) byl traktor s jednoválcovým vznětovým motorem, vyráběný národním podnikem Zbrojovka Brno. Konstrukčně traktor připomínal dobové stroje německé provenience. Výroba byla zahájena v březnu 1947, do roku 1949 vzniklo 2215 kusů. Stroj se řadí k vyhledávaným sběratelským artiklům.